# Proletariat (album)
Proletariat – debiutancki album zespołu Proletaryat wydany pierwotnie w 1990 przez wytwórnię Arston. Wersja CD wydana w 2004 przez Metal Mind Productions została uzupełniona dodatkowo utworami pochodzącymi z koncertów.

## Lista utworów
1. "Chlajmy" – 1:42
2. "Proletariat" – 3:20
3. "Zostanę żołnierzem" – 2:58
4. "Gdy umierają bogowie" – 4:33
5. "Na rogu ulic" – 2:10
6. "Wstawaj" – 3:13
7. "Hej naprzód marsz" – 2:10
8. "Red Rain" – 2:34
9. "Wała" – 2:14
10. "Tienanmen " – 2:29
11. "Oszukany" – 3:15
12. "Odezwa" – 1:26
13. "Demo Blues" – 2:56

CD (Metal Mind Productions 2004):
1. "1000 lat (koncertowo)" – 2:40
2. "Pokój z kulą w głowie (koncertowo)" – 2:24
3. "Karaluch (koncertowo)" – 2:27
4. "Hej naprzód marsz (koncertowo)" – 1:28
5. "Zostanę żołnierzem (koncertowo)" – 2:40
6. "Tienanmen (koncertowo)" – 2:07
7. "Proletaryat (koncertowo)" – 2:43

- Teksty i muzyka: Proletaryat

## Skład
- Tomasz Olejnik – wokal
- Jarosław Siemienowicz – gitara
- Dariusz Kacprzak – gitara basowa
- Zbigniew Marczyński – perkusja

Realizacja:
- Andrzej Puczyński – producent
- Mirosław Ryszard Makowski – foto